# ماهيندرنغير
ماهيندرنغير (بالنيبالية: महेन्द्रनगर नगरपालिका)‏ هي مستوطنة، في نيبال، تقع في Kanchanpur District ‏، هي عاصمة مديرية ماهاكالي، وKanchanpur District ‏، بلغ عدد سكانها 104,599 نسمة وذلك حسب إحصائيات سنة 2011، تبلغ مساحتها 171.24 كيلومتر مربع، رمزها البريدي هو 10400.